# Far del Cap de Cavalleria
El Far del Cap de Cavalleria és un far al Cap de Cavalleria a la costa nord de Menorca, a Santa Teresa, es Mercadal.
És un dels quatre fars projectats per Antonio López i Montalvo dels que només en resten en servei el des Penjats a Eivissa i aquest.

## Dades tècniques
- Abast nominal 22 milles nàutiques.
- Altura sobre nivell del mar 94 metres.
- Aparença lluminosa Grup de 2 llampades blanques cada 10 segons.
- Aparença diürna Torre i casa blanques, 15 metres.

## Història
És un dels fars més antics de Menorca, ja que va començar a construir-se l'any 1854 i va ser acabat l'1 de març de 1858 per ajudar els navegants a no sofrir naufragis per culpa de la tramuntana. Malgrat la millora en la seguretat de la navegació que va suposar la seva posada en funcionament, això no va fer que es deixessin de produir naufragis, fet que va motivar la construcció dels fars de  Favàritx i el de  Punta Nati.
Va ser el darrer far de totes les Illes Balears que va funcionar amb sistema de vapor de petroli a pressió. L'any 1988 va començar a funcionar amb llum elèctric de 1.500 W i avui funciona amb el l'energia solar que repleguen les plaques que hi ha en el far.

## Situació
El far està envoltat per cases blanques i al seu voltant hi ha la pedrera d'on es van extreure els blocs per poder construir els edificis del voltant.
Des del far del Cap de Cavalleria es pot observar un gran paisatge, fins i tot es poden arribar a veure els turons del municipi des Mercadal. El terreny que envolta el far està compost per material paleozoics i mesozoics que són característics de la tramuntana de Menorca. Les espècies predominants són el lliri de mar i el card marí.
Molt prop del far del Cap de Cavalleria hi ha l'Ecomuseu del Cap de Cavalleria. És una institució museística que rep tots els visitants de l'àrea de Cavalleria. A l'ecomuseu hi ha una sala d'exposició on s'informa a la gent sobre el patrimoni cultural i natural del territori. La informació donada és mitjançant muntatges audiovisuals, maquetes, escenaris i exhibicions dels materials arqueològics trobats a la zona.